# Гурарий, Анна Дмитриевна
А́нна Дми́триевна Гура́рий (род. 10 февраля 1990 года, Свердловск, РСФСР, СССР) — российская государственная и политическая деятельница, председательница Екатеринбургской городской думы, социолог. Кандидат социологических наук (2018). Вошла в топ-100 влиятельных людей Свердловской области за 2024 год.

## Биография
Родилась 10 февраля 1990 года в Свердловске, в семье инженера Среднеуральской ГРЭС и бухгалтерши. После рождения, с семьей переехала в Среднеуральск. Окончила МАОУ СОШ № 6 города Среднеуральск, а в 2007 году — Итальянский колледж «Леонардо» при УрГУ имени М. Горького с отличием, несмотря на изначально тяжко давшееся обучение. После чего поступила и окончила УрФУ по направлениям «Зарубежное регионоведение» (бакалавриат), «Лингвистика» (магистратура), «Менеджмент» (магистратура, кадровый резерв УрФУ). В 2018 году защитила кандидатскую степень по социологии.
С 2011 по 2020 года являлась сотрудницей кафедры лингвистики, профессиональной коммуникации на иностранных языках. В 2020 году возглавила департамент социологии и политологии УрГИ УрФУ, став самым молодым деканом в истории УрФУ. С момента избрания в ЕГД 8-го созыва, покинула пост директора департамента.
С 2022 года является руководителем экспертной группы при Союзе промышленников и предпринимателей Свердловской области по направлению «Профориентация и образование».

## Политическая деятельность
Была выдвинута учёным советом УрФУ на выборы в ЕГД 2023 года, однако пошла на выборы от партии «Единая Россия» (и, по заявлениям некоторых СМИ, являлась кандидатурой де-факто от полпредства Президента РФ в УрФО), и как кандидатка от партии, набрала 40,96% (3945 голосов), и прошла в думу по одномандатному округу № 9. Гурарий обвинялась партией «Яблоко» в подкупе избирателей. Также, новостной канал «СВЕТ» и издание IMC сообщали о скупке голосов за Гурарий.
Сразу после выборов называлась одной из основных кандидатур на пост Председателя, ввиду своей компромиссности для политических элит города. По итогу, с третьей попытки была избрана Председателем ЕГД после получения явной поддержки от президиума политсовета ЕР, став первой женщиной и самой молодой фигурой на данном посту. После назначения, официально вступила в партию «Единая Россия». Избрание Гурарий стало громким и сенсационным для Екатеринбурга.
Заявляла о себе как «о человеке университета».
Став Председательницей, закрыла для общественности доступ к заседаниям комиссий: с 2024 года, вопрос об обязательной трансляции заседаний комиссий ЕГД и публикации оных были переданы Председателям комиссии. Также, заменила руководство аппарата Гордумы. По итогу действия общественников, была проведена безрезультатная проверка прокуратуры по факту законности отмены трансляций комиссий ЕГД.
Избравшись под лозунгами в защиту парков («Гурарий за дендрарий»), отказала в проведении публичных слушаний по вопросам застройки парка 50-летия ВЛКСМ, несмотря на требования местных жителей.
Одобрила повышение зарплат депутатам и руководству ЕГД: мэра города до 270 тысяч рублей (▲33 тыс. руб.), председателя ЕГД до 208 тысяч рублей (▲24 тыс. руб.). Также, были увеличены расходы на содержание чиновников, мэра и председателя ЕГД.
В 2024 году была номинирована на звание лучшего политтехнолога России.
По итогу скандала, связанного с отсутствием регистраций части обращений в ЕГД и проведённой прокуратурой проверки, объявила о реорганизации порядка подачи обращений в ЕГД.